# Munain
Munain est une commune ou une contrée appartenant à la municipalité de San Millán dans la province d'Alava, située dans la Communauté autonome basque en Espagne.